# ヨセフ・ディーツゲン
ヨセフ・ディーツゲン（Joseph Dietzgen、1828年12月9日 – 1888年4月15日）は、ドイツの独学の社会主義者にして哲学者。マルクス主義の創始者の一人に数えられることもある。
カール・マルクス、フリードリヒ・エンゲルスとは別個に弁証法的唯物論に到達した。彼の諸著作はウラジーミル・レーニンや多くの革命家たちに大きな影響を与えたが、今日ではその影響力はほとんど忘れ去られている。

## 来歴
ドイツのケルン近郊ブランケンベルクに生まれる。父は鞣革業。鞣革工として働く傍ら文学、経済学、哲学などの研究に勤しむ。1845年から1849年の間に独学でフランス語を学び、フランス経済学者の研究を通じて社会主義に傾倒し、『共産党宣言』（マルクス、エンゲルスの共著）への出会いを契機に明白な社会主義者となる。1848年には三月革命に参加し、翌年アメリカに亡命する。そこで鞣革工、ペンキ職、教師等の労働に携わりながら各地を放浪し、その間に英語を取得した。1851年、ドイツに帰国し2年後には妻を持つ。1859年には再び渡米し南部地方に住む。1861年、南北戦争が始まると北軍に同情しドイツに帰国する。1863年から1869年にかけて、ロシア・サンクトペテルブルクの官営製革場に監督として招かれた。1869年に一度帰国し、ジークブルクで工場を経営する。後に再びサンクトペテルブルクを訪れた。ロシア滞在期には『人間の頭脳労働の本質』を書いている。1878年に社会主義者鎮圧法で3カ月投獄される。
1884年、渡米しニューヨークにおいてアメリカ社会党機関紙『社会主義者』の主筆となる。1886年、シカゴに移る。

## 主な著作
- Das Wesen der menschlichen Kopfarbeit, 1869, (人間の頭脳労働の本質)
- "The Religion of Social Democracy"
- "Scientific Socialism" (1873).
- "The Ethics of Social Democracy" (1875).
- "Social Democratic Philosophy" (1876).
- "The Inconceivable: a Special Chapter in Social-Democratic Philosophy" (1877).
- "The Limits of Cognition" (1877).
- "Our Professors on the Limits of Cognition" (1878).
- "Letters on Logic" (addressed to Eugen Dietzgen) (1880-1884).
- "Excursions of a Socialist into the Domain of Epistemology" (1886).
- "The Positive Outcome of Philosophy" (1887).